# Terrapene ornata
Terrapene ornata es una especie de tortuga de caja de América del Norte, a veces se denomina como la tortuga de caja occidental.

## Taxonomía
Hay dos subespecies de T. ornata.
- Terrapene ornata ornata (Agassiz, 1857)
- Terrapene ornata luteola (Smith & Ramsey, 1952)

## Descripción
T. ornata tienen una concha que es menos abombada que las de otras especies de tortugas de caja; parece ser ligeramente aplanada. Su coloración generalmente es negra o marrón oscura, con bandas de color amarillo. T. o. luteola tiende a tener más bandas que T. o. ornata.

## Rango de distribución
T. ornata ornata se encuentra en la zona central de Estados Unidos del oeste de Indiana hasta el oeste de Texas y Luisiana. T. ornata luteola habita en las áreas más secas de todo el cuadro de especies de tortugas, y se encuentra en el oeste de Texas, Nuevo México, Arizona, y zonas adyacentes del norte de México.